# Gokishichidō
Gokishichidō (japanisch 五畿七道 ‚fünf Provinzen von Kinai und sieben Straßen‘), auch: Kinai shichidō (畿内七道), war die Bezeichnung für die Verwaltungseinheiten Japans während der Asuka-Zeit (538–710), die im Zuge der Ritsuryō-Reformen eingeführt wurden. Obwohl diese Einheiten als Teil von Verwaltungsstrukturen nicht über die Muromachi-Zeit (1336–1573) hinaus Bestand hatten, blieben sie als wichtige geographische Einheiten bis ins 19. Jahrhundert bestehen. Die Gokishichidō bestand aus fünf Provinzen in der Hauptstadtregion um Nara und Heian-kyō sowie aus den sieben Straßen, die jeweils mehrere andere Provinzen verbanden.
Nach der Meiji-Restauration wurde das System unter Ergänzung der achten -dō Hokkaidō als Gokihachidō (五畿八道, „fünf hauptstadt[nahe Provinzen] und acht Straßen“) nominell reaktiviert. Bei der Abschaffung der Han wurden die -dō per se nicht abgeschafft, doch die aus den Han gebildeten Präfekturen entwickelten sich zur primären Verwaltungsstruktur des Landes und wurden bald zusammengelegt und reorganisiert, sodass ihre Territorien vielerorts mit denen der Provinzen übereinstimmten.

## Fünf Provinzen
Die fünf inneren Provinzen (Kinai) in der Hauptstadtregion (Kinki) waren:
- Provinz Yamato (heute Präfektur Nara)
- Provinz Yamashiro (heute der südliche Teil der Präfektur Kyōto mit der Stadt Kyōto)
- Provinz Kawachi (heute der südöstliche Teil der Präfektur Osaka)
- Provinz Settsu (heute der nördliche Teil der Präfektur Osaka mit der Stadt Osaka und Teile der Präfektur Hyōgo)
- Provinz Izumi (heute der südliche Teil der Präfektur Osaka)

## Siebendō
Die dō (道; vgl. chinesische Dao) waren Verwaltungsgebiete, die sich von der Kinai-Region aus in verschiedene Richtungen erstreckten. Durch jedes der sieben Gebiete verlief eine gleichnamige Fernstraße (-dō), welche die kaiserliche Hauptstadt (zuerst Heijō-kyō (Nara), dann Heian-kyō (Kyōto)) mit allen Provinzhauptstädten entlang ihrer Route verband.
In der deutschsprachigen Literatur wird dō als Verwaltungseinheit teils mit Gau übersetzt.
Die sieben dō waren:
- Tōkaidō (東海道 ‚Ostmeerstraße/-gau‘) entlang der japanischen Pazifikküste von Iga und Ise (heutige Präfektur Mie) über Shima bis Hitachi (Präfektur Ibaraki)[2]
- Tōsandō (東山道 ‚Ostgebirgsstraße-/gau‘) durch die japanischen Alpen ab Ōmi (Präfektur Shiga) bis zum nordöstlichen Ende des Reiches, das sich bald auf ganz Tōhoku ausdehnte[2]
- Hokurikudō (北陸道 ‚Nordlandstraße/-gau‘) entlang der Küste des Japanischen Meers von Wakasa und Echizen (Präfektur Fukui) bis Echigo und Sado (Präfektur Niigata)[5]
- San’indō (山陰道 ‚Bergschattenseitenstraße-/gau‘) westwärts entlang der Küste des Japanischen Meers von Tamba und Tango (Nordteil der Präfektur Kyōto) bis Iwami und Oki (Präfektur Shimane)[5]
- San’yōdō (山陽道 ‚Bergsonnenseitenstraße-/gau‘) westwärts entlang der Inlandsee-Küste Honshūs von Harima (Hyōgo) bis Suō und Nagato (Präfektur Yamaguchi)[5]
- Nankaidō (南海道 ‚Südmeerstraße-/gau‘) südwärts durch die Provinzen Kii (Kii-Halbinsel) und Awaji (Awaji-shima) zu den „Vier Provinzen“ (Shikoku)[5]
- Saikaidō (西海道 ‚Westmeerstraße-/gau‘) mit den „Neun Provinzen“ (Kyūshū) sowie den Provinzen Iki und Tsushima

## Gokaidō
In der Edo-Zeit (1603–1867) verwendeten die Behörden die Namen der Verwaltungsbezirke zwar weiter, das Straßensystem ging nun aber mit der Anlage der Gokaidō von Edo aus. Nur die Tōkaidō war identisch.

## Weitere Entwicklung
Viele nach der Abschaffung der Han gebildete Präfekturen wurden in den 1870er und 1880er Jahren zusammengelegt und reorganisiert, um Provinzen zu ähneln. So können viele moderne Präfekturen einem alten Kreis zugeordnet werden. Zum Beispiel sind die westlichen Provinzen des Tōkai-Kreises (Tōkai-dō) heute Teil von Präfekturen, die oft als Tōkai-Region (Tōkai-chihō) zusammengefasst werden. Aber es gibt immer noch Abweichungen, sodass es nicht umfassend möglich ist, Kreise in Form von Präfekturen zu beschreiben. Zum Beispiel erstreckt sich die heutige Präfektur Hyōgo seit 1876 über fünf Provinzen (Harima, Tajima, Awaji, Settsu, Tamba) und damit über drei Kreise (San’yō, San’in, Nankai) sowie die alte Hauptstadtregion.
Bis zur Meiji-Restauration hieß die Insel Hokkaidō noch Ezo (蝦夷). Nach der Niederlage der kurzlebigen Republik Ezo im Boshin-Krieg änderte die Regierung auf Anregung von Matsuura Takeshirō den Namen in Anlehnung an das Gokishichidō-System, wodurch nominell eine achte dō entstand. Dabei bezieht sich das dō nicht auf eine Straße, sondern auf die Bedeutung als Verwaltungseinheit („Nordmeer-Bezirk“).